# Município de Circleville (Ohio)
Localização do Ohio nos E.U.A.
O município de Circleville (em inglês: Circleville Township) é um local localizado no condado de Pickaway no estado estadounidense de Ohio. No ano 2010 tinha uma população de 2389 habitantes e uma densidade populacional de 91,64 pessoas por km².

## Geografia
O município de Circleville encontra-se localizado nas coordenadas 39° 38′ 11″ N, 82° 55′ 25″ O. Segundo o Departamento do Censo dos Estados Unidos, o município tem uma superfície total de 26.07 km², da qual 25,54 km² correspondem a terra firme e (2,04 %) 0,53 km² é água.

## Demografia
Segundo o censo de 2010, tinha 2389 pessoas residindo no município de Circleville. A densidade de população era de 91,64 hab./km².